# Приньяно-сулла-Секкья
Приньяно-сулла-Секкья (итал. Prignano sulla Secchia) —  коммуна в Италии, располагается в регионе Эмилия-Романья, подчиняется административному центру Модена.
Население составляет 3530 человек (на 2001 г.), плотность населения составляет 44 чел./км². Занимает площадь 80,41 км². Почтовый индекс — 41048. Телефонный код — 0536.
Покровителем коммуны почитается святой Лаврентий, празднование 10 августа.